# Filippo Inzaghi
Pour les articles homonymes, voir Pippo et Inzaghi.
Filippo Inzaghi, aussi appelé Pippo Inzaghi, Cavaliere Ufficiale OMRI ou encore « Inzagoal », né le 9 août 1973 à Plaisance en Émilie-Romagne, est un footballeur international italien reconverti en entraîneur.
Avant-centre de type « renard des surfaces », « Super Pippo » a inscrit 316 buts dans sa carrière, ce qui en fait le quatrième meilleur buteur de l'histoire du football italien derrière Silvio Piola (364 buts), Giuseppe Meazza (338 buts) et Roberto Baggio (318 buts).
Il prend sa retraite de joueur à la fin de la saison 2011-2012 et devient entraineur des Allievi Nazionali (jeunes du Milan AC) pour la saison suivante. Durant la saison 2014-2015, il est entraineur de l'équipe première et termine à la dixième place du championnat, mais est démis de ses fonctions le 16 juin 2015 à cause de résultats insuffisants.
Son frère, Simone Inzaghi, était également footballeur professionnel et est actuellement (2025) l'entraîneur du Al-Hilal FC.

## Biographie

### Enfance et vie privée
Filippo Inzaghi naît à Plaisance et grandit auprès de ses parents (Giancarlo et Marina) et de son frère Simone avec lequel il entretient un rapport fusionnel. Diplômé en comptabilité, il découvre les joies du football dès son plus jeune âge à San Nicolò (province de Plaisance), il a alors 7 ans et va débuter en tant que gardien de but avant de vite rejoindre son poste de prédilection : attaquant.
Il s’occupe de son neveu Tommaso (fils de Simone) comme de son propre fils selon les aveux de sa mère Marina.

### Carrière en club

#### Les débuts professionnels
Filippo débute en Serie B (deuxième division italienne) avec son club formateur le Piacenza FC à tout juste 18 ans durant la saison 1991-1992 où il apparaît à deux reprises avant de rejoindre la division inférieure à Leffe sous forme de prêt afin de faire ses preuves.
Il va marquer ses premiers buts en pro en Serie C1 sous les couleurs de Leffe avec treize buts pour 21 matchs puis retourne faire ses gammes en Serie B sous les couleurs de Vérone (toujours sous forme de prêt) en 1993-1994 avec un total de 13 buts pour 36 matchs.
Filippo retourne finalement au Piacenza FC la saison suivante en retour de prêt où il inscrira 15 buts en 37 matchs. Il contribue ainsi au titre de champion d'Italie de Serie B en 1995 avec le club de sa ville natale, la première ligne d'un palmarès très riche, ses statistiques encourageantes vont le pousser vers la Serie A lors de la saison 1995-1996.

#### Un début difficile en première division
Il signe dans le club de Parme en 1995 et y joue son premier match de Serie A le 27 août 1995 sur la pelouse de l'Atalanta Bergame (score 1-1), Filippo vient alors d'avoir 22 ans depuis quelques jours.
Son expérience à Parme n'est pas vraiment une réussite : gêné par une blessure, il ne marque que 2 buts pour 15 apparitions et peine à s'imposer dans un effectif de qualité. Néanmoins il trouve le chemin des filets pour la première fois en C2 : il y marque deux buts pour quatre matchs joués.

#### L'envol de «Super Pippo»
Peinant à s'imposer, Inzaghi va poser ses valises à l'Atalanta Bergame, un modeste club qui joue le maintien en Serie A dans lequel Filippo va s'imposer de façon spectaculaire.
Entouré de joueurs moyens, il va montrer son vrai visage et porter son équipe à bout de bras pour finir à une inespérée 10e place au classement. Inzaghi joue un rôle primordial puisque cette année il devient le meilleur buteur du championnat de Serie A avec 24 réalisations (pour 33 matchs).
Plusieurs clubs s'arrachent alors le joueur tout juste auréolé du titre de meilleur jeune du championnat et l'Atalanta Bergame ne peut le retenir une saison de plus ce qui leur coûte une relégation en Serie B l'année d'après.
Le 8 juin 1997, ses performances sont récompensées et c'est en toute logique qu'il participe à son premier match sous les couleurs de la sélection Italienne à Lyon lors du match amical Italie - Brésil (3-3).

#### Les années turinoises: une dimension européenne

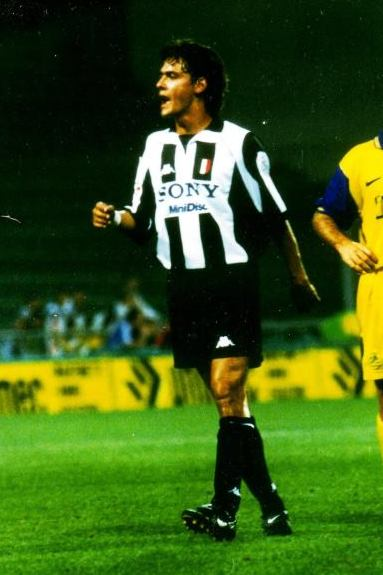
Inzaghi avec la Juventus en 1997

Les performances du joueur ne laissent pas insensible la Juventus, qui recrute l'attaquant en 1997 pour une indemnité de départ équivalant à 14,5 M€.
Il étoffe son palmarès dès sa première année turinoise avec le titre de champion d'Italie auquel il participe amplement avec 18 réalisations.
Auteur de 6 buts en Ligue des Champions la même année, il hisse la Vieille Dame en finale de la compétition mais tombe contre le Real Madrid à l'Amsterdam ArenA sur le score de 1-0.
Ses performances lui valent d'être sélectionné pour la Coupe du monde 1998 en France où l'Italie est éliminée par le futur vainqueur français en quarts de finale, aux tirs au but.
En quatre saisons Inzaghi va marquer 57 buts en championnat avec les Bianconeri pour 120 rencontres disputées, des statistiques proches du un but tous les deux matchs mais une fois de plus c'est en Coupe d'Europe que Filippo affole les compteurs, en effet il marque 19 buts en 28 matchs européens en 4 ans, soit 0,68 but par match.
Lors de la saison 2000-2001, malgré onze buts en championnat et 4 buts pour autant de matchs en Ligue des Champions, il est poussé malgré lui vers la sortie avec l'arrivée au club de David Trezeguet.

#### Les années milanaises: entre trophées, blessures et records

##### La confirmation
À l'été 2001, le Milan AC dépense 41,2 M€ pour le recruter.
Les années en Lombardie vont se révéler les années de tous les records et de toutes les déconvenues pour Inzaghi, qui a connu des moments de gloire ainsi que de graves blessures.
À son arrivée, il passe une première année moyenne sous les couleurs milanaises, inscrivant 10 buts pour le double de matchs joués en championnat mais comme à son habitude il brille en Coupe d'Europe (C3 cette année) où il inscrit 4 buts pour 7 matchs.
Des performances qui ne laissent pas insensibles le sélectionneur Italien Giovanni Trapattoni qui le prend dans son groupe pour disputer la Coupe du monde 2002, Inzaghi joue deux matchs, un titulaire l'autre remplaçant sans marquer avant que la sélection italienne ne se fasse éliminer contre la Corée du Sud en 8e de finale.
La saison suivante, en 2002-2003, est très probablement la plus aboutie de sa carrière. Inzaghi affole une fois de plus les compteurs en marquant 17 buts en championnat et surtout 12 buts en Ligue des Champions suppléant parfaitement la blessure d'Andriy Shevchenko et permettant ainsi au Milan AC de décrocher sa sixième Ligue des Champions.

##### Les années difficiles

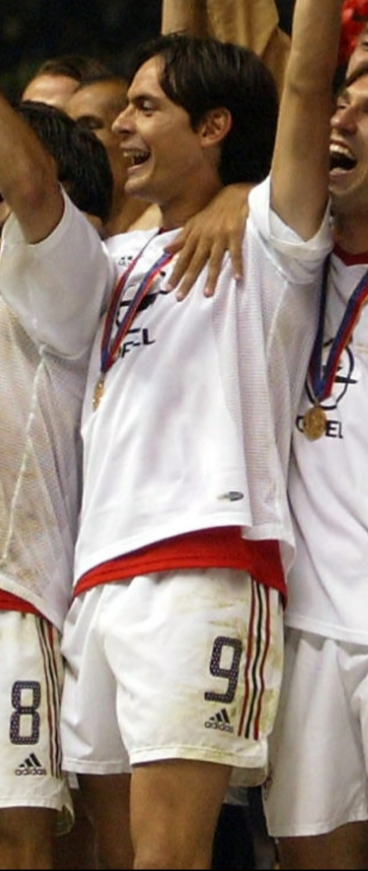
Inzaghi avec le Milan AC en la saison 2002-2003

À 30 ans, Inzaghi est au sommet de son art, mais il doit composer avec des blessures multiples.
En octobre 2003, il est victime d'un traumatisme crânien. Deux mois plus tard, il souffre d'un claquage au mollet.
Longtemps épargné par les blessures durant sa carrière, il se fracture la cheville gauche et doit subir une double opération, en avril et en novembre 2004. Il se fracture ensuite la main et est victime d'une tendinite au genou.
Aussi, en deux ans, il n'affiche que 3 buts en championnat pour 25 matchs joués et 3 buts en Ligue des Champions pour 10 matchs.
Des blessures qui vont le priver d'une place dans le groupe italiens pour le Championnat d'Europe 2004.
La saison 2004-2005 est même la pire de sa carrière (un seul but inscrit en 15 matchs et aucun en championnat en 11 matchs, il a inscrit le seul but de sa saison en Ligue des Champions contre le Celtic Glasgow).
En 2005, il assiste en tribune à la finale de la Ligue des Champions, perdue aux tirs au but contre Liverpool par son club, le Milan AC.

##### La renaissance
En 2005-2006, Filippo Inzaghi revient et marque 12 buts en championnat pour 23 matchs. Comme souvent il brille en Coupe d'Europe et marque à quatre reprises en six matchs de Ligue des Champions (un doublé contre le Bayern Munich en 8e de finale et un autre face à l'Olympique lyonnais en quart de finale).
Son retour il le doit surtout au club et à son entraîneur de l'époque comme il l'avoue dans les colonnes du journal L'Équipe : « J’ai traversé cette période de blessures dans la douleur et la sérénité à la fois. J’avais mal, mais le Milan ne m’a jamais abandonné. J’ai gardé la confiance et le soutien de tous. C’est ça, le secret de mon retour. Le club a renouvelé mon contrat avant la deuxième opération. Je n’oublierai jamais que pendant ma convalescence à Knokke [en Belgique], Ancelotti m’a envoyé tous les jours des SMS dans lesquels il me disait ne pas lâcher, que je reviendrai comme avant et que je serais encore utile au Milan. Je préfère un entraîneur comme lui qu’un sergent de fer. »
Après une longue absence avec l'équipe nationale d'Italie, il est sélectionné pour la Coupe du monde de 2006 en Allemagne où la chance semble avoir changé de camp car c'est à la faveur d'une blessure de Christian Vieri à la dernière minute qu'il obtient sa place. Il inscrit un but contre la République tchèque en phase de poule, son premier en coupe du monde et devient champion du monde quelques jours plus tard après la victoire de l'Italie contre la France en finale.
La saison 2006-2007 voit Inzaghi inscrire seulement 2 buts en Serie A pour une vingtaine de matchs, souvent en tant que remplaçant d'Alberto Gilardino ou de Kaká.
Le parcours de Filippo Inzaghi est une fois de plus illuminé par la Coupe d'Europe, en Ligue des Champions, où il inscrit 6 buts pour 12 matchs dont un doublé lors de la finale face à Liverpool et permet ainsi au Milan AC de remporter la septième Ligue des Champions de son histoire. Inzaghi, élu homme du match ce soir la, complète son palmarès avec une seconde Coupe aux grandes oreilles après celle de 2003.
Le 31 août, lors de Supercoupe d'Europe, il marque de la tête le but de l'égalisation contre le Séville FC. Le Milan AC s'impose finalement 3-1, à la suite des réalisations de Jankulovski et de Kaká.
La saison suivante, il est l'auteur de 11 buts en 21 matchs de Serie A dont un triplé contre Livourne et deux doublés consécutif contre Cagliari puis la Juventus.
En Ligue des Champions, il marque 4 fois pour 5 matchs joués, prouvant une fois de plus sa valeur en Coupe d'Europe.
Il atteint le nombre symbolique de 100 buts avec le Milan AC lors du dernier match de championnat le 18 mai 2008. Ce qui a eu pour conséquence de le relancer complètement avec le Milan AC et la Squadra Azzurra où il participe aux matchs de qualification pour l'Euro 2008 mais il n'est pas retenu pour participer à la compétition.

##### Le temps des records
Petit à petit Inzaghi devient remplaçant mais son rôle de joker de luxe lui permet de marquer à treize reprises en 26 rencontres de championnat lors de la saison 2008-2009.
Cette saison le Milan AC est qualifié en Ligue Europa et Inzaghi marque trois buts pour six matchs dans la compétition.
Le 15 mars 2009, il inscrit un doublé et son 300e but toutes compétitions confondues face à l'AC Sienne lors d'un match remporté 5-1. Il fête l'évènement avec un tee-shirt spécial, floqué « INZAGHI 300 ».
Lors de la saison 2009-2010, boudé par le nouvel entraîneur Leonardo, il est presque toujours remplaçant mais participe tout de même à 24 rencontres en Serie A, il trouve le chemin des filets à 2 reprises. Tandis qu'en Ligue des Champions il inscrit un doublé face à Olympique de Marseille qui donne la victoire à l'AC Milan. Ce seront ses deux seuls buts en sept matchs.
Lors de la saison suivante, le 3 novembre 2010, il inscrit un doublé en Ligue des champions face au Real Madrid ce qui lui permet alors d'être le meilleur buteur en Coupe d'Europe avec 70 buts (dont 50 en Ligue des Champions) avec 1 but d'avance sur Raúl González.
En championnat, il marque dès le premier match de la saison contre l'US Lecce puis un nouveau but lors de sa seule titularisation contre le Calcio Catane, permettant à l'AC Milan d'empocher le point du match nul. Sept matchs pour 2 buts, la saison de Filippo démarrait à un rythme correct jusqu'à une blessure mettant fin à sa saison.

##### La blessure de trop
Le 10 novembre 2010, lors d'un match contre Palerme, Filippo Inzaghi remplace Alexandre Pato à la suite d'une blessure de ce dernier et se blesse à son tour quelques minutes après. D'abord optimiste sur la blessure au genou gauche de Filippo Inzaghi, les médecins du club annoncent le lendemain qu'il souffre de lésions au niveau du ménisque et du ligament antérieur croisé nécessitant une opération et l'écartant des terrains pour au moins six mois.
En fin de contrat avec le Milan AC en fin de saison et âgé de 37 ans, les médias s'affolent et parlent de fin de carrière pour Inzaghi.
Filippo ne le voit pas de cette manière et s'exprime sur le site officiel du club milanais :  « [...] Au fond de votre cœur, vous le savez, comme je le sais moi, que c'est très dur. Mais moi, je ne lâcherai pas. Je ferai tout, croyez-moi, pour que ça ne se finisse pas ainsi. Et je réussirai grâce à votre force et à votre énergie ».

##### Le dernier baroud
Le 16 décembre 2010, Adriano Galliani, administrateur délégué du Milan AC annonce le prolongement de contrat (accords verbaux) de Filippo Inzaghi pour un an (jusqu'en 2012) alors même que celui-ci n'est pas encore revenu de blessure.
Une marque de confiance et de respect du club milanais qui est conscient que les buts marqués en Ligue des Champions par Inzaghi cette année valent la qualification au club lombard en 8e de finale.
Le samedi 14 mai 2011, le Milan AC reçoit le Cagliari Calcio lors de l'avant dernier match de la saison, Filippo Inzaghi part s'échauffer et voit le stade San Siro réclamer son entrée par des chants. À la 81e minute, Massimiliano Allegri décide de sortir Alexandre Pato et l'entrée d'Inzaghi est saluée par une impressionnante standing ovation.
Le mercredi 18 mai 2011, le Milan AC annonce officiellement le prolongement du contrat de Filippo jusqu'au 30 juin 2012. Filippo termine la saison avec la victoire finale du club Lombard en Championnat venant étoffer un palmarès déjà riche.
Au début de la saison 2011-2012, Inzaghi se blesse à nouveau et ne rentre plus dans les plans de Massimiliano Allegri. Il ne le fait rentrer qu'à de très rares occasions, souvent lors des dix dernières minutes d'un match. Les supporters vont d'ailleurs en vouloir profondément à l’entraîneur d'avoir abandonné un joueur aussi emblématique. 
Souvent annoncé partant, Inzaghi déclare (une fois de plus) son amour pour le club lombard et repousse les rumeurs de départ.
Le 19 février 2012, il joue son 200e match sous les couleurs du Milan AC contre Cesena.
Le 11 mai 2012 Filippo annonce dans une lettre émouvante qu'il va quitter le Milan AC, comme ses coéquipiers Gennaro Gattuso, Clarence Seedorf, Mark van Bommel, Gianluca Zambrotta et Alessandro Nesta.
Un départ des "anciens" du Milan motivée notamment par des conflits avec l'entraineur du club lombard Massimiliano Allegri et une volonté du club de rajeunir l'effectif.
Le 13 mai 2012, Inzaghi joue le dernier match de sa carrière à San Siro contre Novara pour la dernière journée du championnat en remplaçant Antonio Cassano à la 67e minute. Il marque un but à la 82e minute sur une passe de Clarence Seedorf, il s'ensuit une célébration d'Inzaghi, qui très ému, est félicité non seulement par le public et ses coéquipiers mais également par les joueurs de Novara et l'arbitre.
À la fin du match, au milieu du rond central, Adriano Galliani tend un micro à Inzaghi qui annonce qu'il va prendre le temps de réfléchir pour la suite de sa carrière mais qu'il reviendra à Milan car cette histoire d'amour ne se terminera jamais.

### Carrière en équipe nationale

#### Équipe d'Italie espoirs
Auteur d'un début de saison intéressant avec le Hellas Verona Football Club en Serie B, Filippo Inzaghi va voir ses efforts récompensés par une première cape sous le maillot des Espoirs italiens le 22 décembre 1993. Cesare Maldini alors sélectionneur des espoirs fait appel à lui pour un match contre les U21 d'Israël (0-0).
En 1994 il devient champion d'Europe espoirs après la victoire de l'Italie sur le Portugal 1-0 à Montpellier.
Durant ses 14 sélections U21 il aura marqué à trois reprises (contre la Slovénie le 08/09/94, l'Estonie le 06/10/94 et la Turquie le 20/12/94).

#### Équipe d'Italie
Filippo Inzaghi découvre la Squadra Azzurra à l'âge de 23 ans.
Finissant meilleur buteur de Serie A après seulement 2 années au plus haut niveau, il est logiquement appelé par le sélectionneur Cesare Maldini, qui le connait bien l'ayant eu sous ses ordres en équipe espoirs.
Le 8 juin 1997, Inzaghi dispute sa première rencontre à l'occasion d'un match amical lors du Tournoi de France contre le Brésil à Lyon, qui voit les deux équipes faire match nul 3-3 (2 buts d'Alessandro Del Piero et un but contre son camp brésilien).

##### Coupe du monde 1998 (France)
Ses bonnes performances dans son nouveau club la Juventus lui permettent d'être sélectionné pour la Coupe du monde de football de 1998. Il va découvrir sa première Coupe du monde en tant que remplaçant.
Lors de la compétition il joue son premier match de Coupe du monde le 11 juin à Bordeaux contre le Chili en match poule, remplaçant Christian Vieri à la 71e minute (2-2).
Le 23 juin au Stade de France, toujours en poule, Inzaghi rentre à l'heure de jeu face à l'Autriche et délivre une passe décisive à Roberto Baggio qui permet à l'Italie de gagner 2-1.
Après une victoire timide 1-0 contre la Norvège en 8e de finale, l'Italie se fait finalement éliminer aux tirs au but en quart de finale par l'équipe de France sans qu'Inzaghi ne participe à ces deux rencontres.

##### Championnat d'Europe 2000 (Belgique / Pays-Bas)
Le sélectionneur Dino Zoff fait appel à Filippo Inzaghi pour mener l'attaque italienne lors de l'Euro 2000.
Le 11 juin pour le premier match de poule, les Italiens rencontrent la Turquie à Arnhem. Emmené par un Inzaghi des grands soirs, la Squadra Azzurra ouvre le score à la suite d'une frappe déviée de Filippo Inzaghi que Antonio Conte exploite à merveille avec un retournée acrobatique dans la lucarne. Après la reduction du score par les Turcs, les Italiens poussent pour remporter le match et Inzaghi obtient un penalty qu'il transforme. Score final 2-1.
Le 14 juin, les Italiens doivent faire face à une équipe belge qui joue à domicile au stade Roi Baudouin à Bruxelles.Les Italiens s'imposent facilement 2-0 avec une passe décisive d'Inzaghi sur le second but italien.
Cinq jours plus tard, face à la Suède, Filippo Inzaghi assiste à la victoire de son équipe 2-1 sur le banc des remplaçants, ménagé par le sélectionneur pour les quarts de finale.
Le 24 juin à Bruxelles en quart de finale contre la Roumanie, Inzaghi marque le second but italien et permet à sa sélection de gagner 2-0.
Le 29 juin à Amsterdam, l'Italie rencontre les Pays-Bas en demi-finale dans un match spectaculaire qui va voir les Italiens jouer à dix dès la demi-heure de jeu après l'expulsion logique de Gianluca Zambrotta et concéder deux pénaltys manqués par les Néerlandais. Le match ira à son terme sur le score de 0 à 0 qui va offrir une séance de tirs au but remportée 3-1 par les Italiens sauvés par leur gardien Francesco Toldo, homme du match.
Le 2 juillet, l'Italie rencontre la France en finale et veut se venger de l'élimination aux tirs au but en 1998. Inzaghi n'est pas titulaire, le sélectionneur lui préfère Marco Delvecchio. Il assiste depuis le banc de touche à la défaite de son équipe à la suite du but en or de David Trezeguet, donnant le titre aux français sur le score de 2-1.

##### Coupe du monde 2002 (Corée du Sud / Japon)
Le sélectionneur Giovanni Trapattoni fait appel à Filippo Inzaghi, nouvel attaquant du Milan AC, pour la Coupe du monde de football de 2002. Il va assister à la compétition majoritairement depuis le banc des remplaçants.
Le 3 juin c'est du banc des remplaçants qu'il assiste à la victoire de son équipe sur l'Équateur 2-0.
Le match suivant, le 8 juin, contre la Croatie, les Italiens sont menés 2-1 et Giovanni Trapattoni fait entrer Inzaghi à la place de Cristiano Doni. Les Italiens malgré une nette domination finiront par perdre 2-1.
L'entrée en jeu intéressante d'Inzaghi lui permet d'être titulaire le match suivant contre le Mexique le 13 juin. Le match se termine sur le score de 1-1 et voit l'Italie se qualifier en 8e de finale.
En 8e de finale face à la Corée du Sud la Squadra Azzurra se fait éliminer 1-2 après prolongation. Inzaghi assiste au match depuis le banc de touche.

##### Championnat d'Europe 2004 (Portugal)
Régulièrement blessé depuis 2 ans et donc moins performant, Inzaghi n'est logiquement pas retenu pour le l'Euro 2004 au Portugal.

##### Coupe du monde 2006 (Allemagne)
De nouveau décisif avec le Milan AC Filippo Inzaghi est retenu dans l'effectif italien par Marcello Lippi pour la Coupe du monde de football de 2006. Une place décrochée à la dernière minute en remplacement de Christian Vieri, blessé.
De cette Coupe du monde, Filippo ne va jouer qu'un bout de match. Le 22 juin 2006, lors du 3e match de poule contre la République tchèque, il remplace son coéquipier de club Alberto Gilardino à l'heure de jeu et marque le but du  2-0.
Le reste de la compétition il le verra depuis le banc des remplaçants et assiste à la victoire finale de l'Italie contre la France aux tirs au but. L'Italie remporte le titre suprême et Inzaghi devient champion du monde à 33 ans !

##### Championnat d'Europe 2008 (Suisse / Autriche)
Filippo Inzaghi participe à 6 matchs durant les éliminatoires et marque à 3 reprises aidant grandement l'équipe d'Italie à se qualifier pour l'Euro 2008. Tout le monde s'attend donc à ce que Roberto Donadoni sélectionne Filippo Inzaghi mais ce dernier ne le fait pas, lui préférant Antonio Cassano.

### Carrière d'entraineur
Le jour de la présentation de son DVD dans les locaux de la Gazzetta dello Sport, Filippo reçoit publiquement une offre d'Adriano Galliani qui lui propose de devenir l'entraineur des jeunes du Milan (les Allievi Nazionali).
Entre l'envie de fouler à nouveau la pelouse et cette offre alléchante, Inzaghi préfère se donner le temps de la reflexion.
Finalement, il décide, après mûre réflexion, d'accepter l'offre d'Adriano Galliani et devient officiellement l'entraineur des allievi nazionali (équipe de moins de 18 ans).
Lors de son premier match sur le banc de touche, devant ses anciens coéquipiers Ignazio Abate et Paolo Maldini entre autres, son équipe bat US Bologne sur le score de 5 buts à 1. Le 30 mars 2013, son équipe remporte la finale du trophée Citta' Di Rieti.
À la suite de sa saison aboutie avec les Allievi Nazionali, Filippo se voit confier les commandes de l'équipe réserve du Milan pour la saison 2013-2014 : la primavera.

#### AC Milan
Le 9 juin 2014, Filippo Inzaghi est nommé entraîneur de l'AC Milan pour deux saisons. Il remplace son ex-coéquipier Clarence Seedorf arrivé six mois plus tôt.
À la fin de la saison 2014-2015, Inzaghi est démis de ses fonctions à cause des mauvais résultats de son équipe.

#### Venise FC
En juin 2016, il s'engage avec le Venise FC, club promu en Série C. À l'issue de la saison, il fait remonter l'équipe en Série B. Il quitte le club en juin 2018, pour rejoindre le Bologne FC.

#### Bologne FC
En juin 2018, il signe pour deux saisons à le Bologne FC où il succède à Roberto Donadoni,.
À la suite de mauvais résultats, il est démis de ses fonctions en janvier 2019 où il est remplacé par Siniša Mihajlović.

#### Benevento Calcio
Le 22 juin 2019, il s'engage pour un an avec Benevento Calcio, 3ème de Serie B. À l'issue de la saison 2019-2020, le club obtient son premier titre en deuxième division et monte en Serie A la saison suivante.

#### Reggina 1914
Le 12 juillet 2022, il signe pour trois ans en faveur du club Reggina 1914 qui évolue en Série B . En fin de saison il quitte le club.

#### US Salernitana
En octobre 2023, Filippo Inzaghi est nommé entraîneur de l'US Salernitana, classée au moment de sa prise de fonction avant-dernière de Serie A au bout de huit matchs. Il succède à Paulo Sousa. Le club italien le licencie le 11 février. À ce moment-là, l'US Salernitana est dernière de Serie A à six points du premier non-relégable et Inzaghi n'a remporté que deux des seize matchs de championnat auxquels il a participé.

## Littérature
Le 8 mai 2010, Filippo accompagné de sa compagne Alessia Ventura, sa mère et du vice-président du Milan AC Adriano Galliani présente son livre autobiographique " Trecento gol (e non ho ancora finito) " au multicentre Mondadori de la Piazza del Duomo à Milan.
Un livre autobiographique dans lequel Filippo ne se contente pas que de parler uniquement de football. Il évoque des thèmes plus personnels comme la famille, l'amour, la religion, de nombreuses anecdotes et autres à découvrir dans son ouvrage.
Les profits n'iront pas dans la poche de Filippo qui a décidé de reverser l'intégralité de l'argent récolté par son livre à un service traitant les enfants atteints de leucémie et lymphome.

## Palmarès

### Palmarès de joueur
| Plaisance FC - Championnat de Serie B (1) : - Champion : 1995. |  | Atalanta Bergame - Championnat d'Italie : - Meilleur buteur : 1997 (24 buts). |  | Juventus Turin - Championnat d'Italie (1) : - Champion : 1998. - Vice-champion : 2000 et 2001. - Supercoupe d'Italie (1) : - Vainqueur : 1997. - Finaliste : 1998. - Coupe Intertoto (1) : - Vainqueur : 1999. - Ligue des Champions : - Finaliste : 1998 |

 AC Milan
| - Championnat d'Italie (2) : - Champion : 2004 et 2011. - Vice-champion : 2005 et 2012. - Coupe d'Italie (1) : - Vainqueur : 2003. - Supercoupe d'Italie (1) : - Vainqueur : 2004. |  | - Ligue des Champions (2) : - Vainqueur : 2003 et 2007. - Finaliste : 2005. - Supercoupe de l'UEFA (2) : - Vainqueur : 2003 et 2007. - Coupe du monde des clubs (1) : - Vainqueur : 2007. |

### Palmarès en sélection
| Italie espoirs - Championnat d'Europe espoirs (1) : - Vainqueur : 1994. |  | Italie - Coupe du monde (1) : - Vainqueur : 2006. - Championnat d'Europe : - Finaliste : 2000. |

### Palmarès individuel
- Meilleur jeune joueur de Serie A en 1997 avec l'Atalanta Bergame
- Meilleur joueur de la Finale de la Ligue des champions de l'UEFA 2006-2007 avec l'AC Milan

## Statistiques
- Premier match en Serie A : Atalanta Bergame - Parme AC (1-1) le 27 août 1995.
- Premier match en Coupe d'Europe : KS Teuta - Parme AC (0-2) le 14 septembre 1995.
- 2 buts en 2 matchs de Coupe du monde des clubs de la FIFA.
- 1 but en 2 matchs en Supercoupe de l'UEFA.
- 50 buts en 85 matchs de C1
- 2 buts en 6 matchs de C2.
- 10 buts en 17 matchs de C3.
- 7 buts en 4 matchs de Coupe Intertoto.
- 156 buts en 370 matchs de Serie A.
- 28 buts en 75 matchs de Serie B.
- 13 buts en 21 matchs de Serie C1.
- 16 buts en 33 matchs de Coupe d'Italie.
- Meilleur buteur de l'histoire du Milan AC en Coupe d'Europe avec 41 buts.
- Meilleur buteur de l'histoire du Milan AC en Ligue des Champions avec 33 buts (égalité avec Andriy Shevchenko).
- Seul joueur à avoir marqué dans toutes les compétitions  européennes officielles[26].
- 16e rang au Ballon d'or 2007 (son meilleur classement dans ce trophée)
- Inzaghi n'a été expulsé que 2 fois dans sa carrière, la première fois lors de la saison 1996/1997 avec L'Atalanta en championnat et la seconde fois en Super Coupe d'Italie le 29 août 1998 avec la Juventus contre la Lazio pour un second carton jaune à la suite d'un tacle appuyé (premier carton jaune pour protestation).

### Statistiques
| Saison                | Club                  | Championnat           | Championnat | Championnat | Coupe(s) nationale(s) | Coupe(s) nationale(s) | Supercoupe | Supercoupe | Compétition(s) continentale(s) | Compétition(s) continentale(s) | Compétition(s) continentale(s) | Coupe intercontinentale | Coupe intercontinentale | Supercoupe UEFA | Supercoupe UEFA | Barrages | Barrages | Italie | Italie | Total | Total |
| Saison                | Club                  | Division              | M.          | B.          | M.                    | B.                    | M.         | B.         | Comp.                          | M.                             | B.                             | M.                      | B.                      | M.              | B.              | M.       | B.       | M.     | B.     | M.    | B.    |
| 1991-1992             | Plaisance FC          | Serie B               | 2           | 0           | 1                     | 0                     | -          | -          | -                              | -                              | -                              | -                       | -                       | -               | -               | -        | -        | -      | -      | 3     | 0     |
| 1992-1993             | SC Leffe (prêt)       | Serie C1              | 21          | 13          | -                     | -                     | -          | -          | -                              | -                              | -                              | -                       | -                       | -               | -               | -        | -        | -      | -      | 21    | 13    |
| Sous-total            | Sous-total            | Sous-total            | 21          | 13          | -                     | -                     | -          | -          | -                              | -                              | -                              | -                       | -                       | -               | -               | -        | -        | -      | -      | 21    | 13    |
| 1993-1994             | Hellas Vérone (prêt)  | Serie B               | 36          | 13          | 1                     | 1                     | -          | -          | -                              | -                              | -                              | -                       | -                       | -               | -               | -        | -        | -      | -      | 37    | 14    |
| Sous-total            | Sous-total            | Sous-total            | 36          | 13          | 1                     | 1                     | -          | -          | -                              | -                              | -                              | -                       | -                       | -               | -               | -        | -        | -      | -      | 37    | 14    |
| 1994-1995             | Plaisance FC          | Serie B               | 37          | 15          | 4                     | 2                     | -          | -          | -                              | -                              | -                              | -                       | -                       | -               | -               | -        | -        | -      | -      | 41    | 17    |
| Sous-total            | Sous-total            | Sous-total            | 39          | 15          | 5                     | 2                     | -          | -          | -                              | -                              | -                              | -                       | -                       | -               | -               | -        | -        | -      | -      | 44    | 17    |
| 1995-1996             | Parme AC              | Serie A               | 15          | 2           | 1                     | 0                     | -          | -          | C2                             | 6                              | 2                              | -                       | -                       | -               | -               | -        | -        | -      | -      | 22    | 4     |
| Sous-total            | Sous-total            | Sous-total            | 15          | 2           | 1                     | 0                     | -          | -          | -                              | 6                              | 2                              | -                       | -                       | -               | -               | -        | -        | -      | -      | 22    | 4     |
| 1996-1997             | Atalanta Bergame      | Serie A               | 33          | 24          | 1                     | 1                     | -          | -          | -                              | -                              | -                              | -                       | -                       | -               | -               | -        | -        | 1      | 0      | 35    | 25    |
| Sous-total            | Sous-total            | Sous-total            | 33          | 24          | 1                     | 1                     | -          | -          | -                              | -                              | -                              | -                       | -                       | -               | -               | -        | -        | 1      | 0      | 35    | 25    |
| 1997-1998             | Juventus Turin        | Serie A               | 31          | 18          | 4                     | 1                     | 1          | 2          | C1                             | 10                             | 6                              | -                       | -                       | -               | -               | -        | -        | 5      | 0      | 51    | 27    |
| 1998-1999             | Juventus Turin        | Serie A               | 28          | 13          | 1                     | 0                     | 1          | 0          | C1                             | 10                             | 6                              | -                       | -                       | -               | -               | 2        | 1        | 8      | 6      | 50    | 26    |
| 1999-2000             | Juventus Turin        | Serie A               | 33          | 15          | 2                     | 1                     | -          | -          | CI+C3                          | 4+4                            | 7+3                            | -                       | -                       | -               | -               | -        | -        | 11     | 2      | 54    | 28    |
| 2000-2001             | Juventus Turin        | Serie A               | 28          | 11          | -                     | -                     | -          | -          | C1                             | 6                              | 5                              | -                       | -                       | -               | -               | -        | -        | 7      | 7      | 41    | 23    |
| Sous-total            | Sous-total            | Sous-total            | 120         | 57          | 7                     | 2                     | 2          | 2          | -                              | 34                             | 27                             | -                       | -                       | -               | -               | 2        | 1        | 31     | 15     | 196   | 104   |
| 2001-2002             | AC Milan              | Serie A               | 20          | 10          | 1                     | 2                     | -          | -          | C3                             | 7                              | 4                              | -                       | -                       | -               | -               | -        | -        | 8      | 0      | 36    | 16    |
| 2002-2003             | AC Milan              | Serie A               | 30          | 17          | 3                     | 1                     | -          | -          | C1                             | 16                             | 12                             | -                       | -                       | -               | -               | -        | -        | 5      | 0      | 54    | 30    |
| 2003-2004             | AC Milan              | Serie A               | 14          | 3           | 3                     | 2                     | 1          | 0          | C1                             | 8                              | 2                              | 1                       | 0                       | 1               | 0               | -        | -        | 3      | 6      | 31    | 13    |
| 2004-2005             | AC Milan              | Serie A               | 11          | 0           | 2                     | 0                     | -          | -          | C1                             | 2                              | 1                              | -                       | -                       | -               | -               | -        | -        | -      | -      | 15    | 1     |
| 2005-2006             | AC Milan              | Serie A               | 23          | 12          | 2                     | 1                     | -          | -          | C1                             | 6                              | 4                              | -                       | -                       | -               | -               | -        | -        | 2      | 1      | 33    | 18    |
| 2006-2007             | AC Milan              | Serie A               | 20          | 2           | 5                     | 3                     | -          | -          | C1                             | 12                             | 6                              | -                       | -                       | -               | -               | -        | -        | 5      | 3      | 42    | 14    |
| 2007-2008             | AC Milan              | Serie A               | 21          | 11          | -                     | -                     | -          | -          | C1                             | 5                              | 4                              | 2                       | 2                       | 1               | 1               | -        | -        | 2      | 0      | 31    | 18    |
| 2008-2009             | AC Milan              | Serie A               | 26          | 13          | -                     | -                     | -          | -          | C3                             | 6                              | 3                              | -                       | -                       | -               | -               | -        | -        | -      | -      | 32    | 16    |
| 2009-2010             | AC Milan              | Serie A               | 24          | 2           | 2                     | 1                     | -          | -          | C1                             | 7                              | 2                              | -                       | -                       | -               | -               | -        | -        | -      | -      | 33    | 5     |
| 2010-2011             | AC Milan              | Serie A               | 6           | 2           | -                     | -                     | -          | -          | C1                             | 3                              | 2                              | -                       | -                       | -               | -               | -        | -        | -      | -      | 9     | 4     |
| 2011-2012             | AC Milan              | Serie A               | 7           | 1           | 2                     | 0                     | -          | -          | -                              | -                              | -                              | -                       | -                       | -               | -               | -        | -        | -      | -      | 9     | 1     |
| Sous-total            | Sous-total            | Sous-total            | 202         | 73          | 20                    | 10                    | 1          | 0          | -                              | 72                             | 40                             | 3                       | 2                       | 2               | 1               | -        | -        | 25     | 10     | 325   | 136   |
| Total sur la carrière | Total sur la carrière | Total sur la carrière | 466         | 197         | 35                    | 16                    | 3          | 2          | -                              | 112                            | 69                             | 3                       | 2                       | 2               | 1               | 2        | 1        | 57     | 25     | 680   | 313   |

### Buts internationaux
| Buts en sélection de Filippo Inzaghi | Buts en sélection de Filippo Inzaghi | Buts en sélection de Filippo Inzaghi | Buts en sélection de Filippo Inzaghi | Buts en sélection de Filippo Inzaghi | Buts en sélection de Filippo Inzaghi | Buts en sélection de Filippo Inzaghi    |
|                                      | Date                                 | Lieu                                 | Adversaire                           | Score                                | Résultats                            | Compétitions                            |
| ------------------------------------ | ------------------------------------ | ------------------------------------ | ------------------------------------ | ------------------------------------ | ------------------------------------ | --------------------------------------- |
| 1                                    | 18 octobre 1998                      | Salerno, Italie                      | Espagne                              | -                                    | 2-2                                  | Match amical                            |
| 2                                    | 18 octobre 1998                      | Salerno, Italie                      | Espagne                              | -                                    | 2-2                                  | Match amical                            |
| 3                                    | 16 décembre 1998                     | Rome, Italie                         | FIFA World Stars                     | -                                    | 6-2                                  | Match amical                            |
| 4                                    | 27 mars 1999                         | Copenhague, Danemark                 | Danemark                             | 1-0                                  | 2-1                                  | Éliminatoires Euro 2000                 |
| 5                                    | 31 mars 1999                         | Ancône, Italie                       | Biélorussie                          | 1-1                                  | 1-1                                  | Éliminatoires Euro 2000                 |
| 6                                    | 5 juin 1999                          | Bologne, Italie                      | Pays de Galles                       | 2-0                                  | 4-0                                  | Éliminatoires Euro 2000                 |
| 7                                    | 11 juin 2000                         | Arnhem, Pays-Bas                     | Turquie                              | 2-1                                  | 2-1                                  | Euro 2000                               |
| 8                                    | 24 juin 2000                         | Bruxelles, Belgique                  | Roumanie                             | 2-0                                  | 2-0                                  | Euro 2000                               |
| 9                                    | 3 septembre 2000                     | Budapest, Hongrie                    | Hongrie                              | 1-0                                  | 2-2                                  | Éliminatoires de la Coupe du monde 2002 |
| 10                                   | 3 septembre 2000                     | Budapest, Hongrie                    | Hongrie                              | 2-1                                  | 2-2                                  | Éliminatoires de la Coupe du monde 2002 |
| 11                                   | 7 octobre 2000                       | Milan, Italie                        | Roumanie                             | 1-0                                  | 3-0                                  | Éliminatoires de la Coupe du monde 2002 |
| 12                                   | 24 mars 2001                         | Bucarest, Roumanie                   | Roumanie                             | 1-0                                  | 2-0                                  | Éliminatoires de la Coupe du monde 2002 |
| 13                                   | 24 mars 2001                         | Bucarest, Roumanie                   | Roumanie                             | 2-0                                  | 2-0                                  | Éliminatoires de la Coupe du monde 2002 |
| 14                                   | 28 mars 2001                         | Trieste, Italie                      | Lituanie                             | 1-0                                  | 4-0                                  | Éliminatoires de la Coupe du monde 2002 |
| 15                                   | 28 mars 2001                         | Trieste, Italie                      | Lituanie                             | 3-0                                  | 4-0                                  | Éliminatoires de la Coupe du monde 2002 |
| 16                                   | 6 septembre 2003                     | Milan, Italie                        | Pays de Galles                       | 1-0                                  | 4-0                                  | Éliminatoires Euro 2004                 |
| 17                                   | 6 septembre 2003                     | Milan, Italie                        | Pays de Galles                       | 2-0                                  | 4-0                                  | Éliminatoires Euro 2004                 |
| 18                                   | 6 septembre 2003                     | Milan, Italie                        | Pays de Galles                       | 3-0                                  | 4-0                                  | Éliminatoires Euro 2004                 |
| 19                                   | 10 septembre 2003                    | Belgrade, Yougoslavie                | Serbie-et-Monténégro                 | 1-0                                  | 1-1                                  | Éliminatoires Euro 2004                 |
| 20                                   | 11 octobre 2003                      | Reggio Calabria, Italie              | Azerbaïdjan                          | 2-0                                  | 4-0                                  | Éliminatoires Euro 2004                 |
| 21                                   | 11 octobre 2003                      | Reggio Calabria, Italie              | Azerbaïdjan                          | 4-0                                  | 4-0                                  | Éliminatoires Euro 2004                 |
| 22                                   | 22 juin 2006                         | Hambourg, Allemagne                  | Tchéquie                             | 2-0                                  | 2-0                                  | Coupe du monde 2006                     |
| 23                                   | 2 septembre 2006                     | Naples, Italie                       | Lituanie                             | 1-1                                  | 1-1                                  | Éliminatoires Euro 2008                 |
| 24                                   | 2 juin 2007                          | Torshavn, Îles Féroé                 | Îles Féroé                           | 1-0                                  | 2-1                                  | Éliminatoires Euro 2008                 |
| 25                                   | 2 juin 2007                          | Torshavn, Îles Féroé                 | Îles Féroé                           | 2-0                                  | 2-1                                  | Éliminatoires Euro 2008                 |

## Culture populaire
En 2014, le rappeur belge JeanJass sort un morceau intitulé Pippo Inzaghi sur l'album Goldman.
Le personnage Isagi Yoichi du manga Blue Lock est très inspiré par Inzaghi et sa manière de jouer.